# Minkowski-tér
A Minkowski-tér vagy Minkowski téridő (Hermann Minkowski matematikusról elnevezett) matematikai-fizikai fogalom; a térnek az az értelmezése, amelyben az Einstein-féle speciális relativitáselmélet legjobban megfogalmazható.

## Fizikai értelmezés
A Minkowski-tér a fizikában a háromdimenziós Euklideszi tér még egy dimenzióval, az idődimenzióval való kiterjesztése. A ma legáltalánosabb változatban ez a nulladik dimenzió, de előfordul negyedik dimenzióként is.

### Metrika
Ha a matematikai precizitástól kissé eltekintünk, egy tér metrikájának a tér pontjai közötti „távolság” definícióját nevezzük (lásd még metrikus tér). Ez általában (lineáris terekben) legegyszerűbb módon a térbeli „hossz” (szakszerűbben: norma) fogalmára alapozva építhető fel.
- A (x1,x2,x3) számhármas alakban megadott pontokból (ld. helyvektor) álló háromdimenziós euklideszi-tér (ℝ3) esetén a "hossz"-t megadó képlet: {\displaystyle {\sqrt {x_{1}^{2}+x_{2}^{2}+x_{3}^{2}}}}
- Az (x0,x1,x2,x3) számnégyes alakban megadott pontokból álló (ℝ4) Minkowski-tér esetén pedig a leginkább elterjedt változatban {\displaystyle {\sqrt {x_{0}^{2}-x_{1}^{2}-x_{2}^{2}-x_{3}^{2}}}}, ennek négyzete a következő képlettel is megadható: gμνxμxν = xμxμ, ahol xμ = gμνxν (az azonos indexekre összegezni kell)

ahol a g mátrix a következőképpen néz ki:
{\displaystyle g={\begin{pmatrix}1&0&0&0\\0&-1&0&0\\0&0&-1&0\\0&0&0&-1\end{pmatrix}}}
g-t a Minkowski-tér metrikus tenzorának nevezzük. Egy másik, ritkábban használatos alakja a fentinek a -1-szerese, illetve egy ódivatú változatban az időkoordináta és a metrikus tenzor időkomponense is képzetes szám.

### Négyesvektorok
Az (x0,x1,x2,x3) számnégyest a háromdimenziós vektor kiterjesztésének, négyesvektornak vagy másképpen Lorentz-vektornak nevezzük. Ennek nulladik komponensét x0 = ct definícióval időszerű komponensnek, a másik hármat térszerű komponenseknek nevezzük. c itt a fénysebesség vákuumban, t pedig az idő. Ezzel a definícióval a fent definiált távolságnégyzet a fény vákuumbeli mozgásegyenlete.
A Lorentz-transzformáció olyan transzformáció, ami a fenn definiált távolságnégyzetet invariánsul hagyja, hasonlóan ahhoz, ahogy térbeli forgatások invariánsul hagyják a háromdimenziós távolságnégyzetet. Ezért a Lorentz-transzformáció négydimenziós forgatásnak is tekinthető a Minkowski-térben, amit nem szabad összetéveszteni a négydimenziós Euklideszi-térrel.

#### Kontravariáns és kovariáns komponensek
A metrikánál láttuk a gμνxμxν kifejezést a tér két pontja közötti távolságnégyzetre, vagy ha xμ-t négyesvektor-komponensnek tekintjük (mert tekinthetjük), akkor ezt a négyesvektor hosszának négyzetének nevezzük a fizikában (ld. Landau). A kifejezésben alsó és felső indexek (nem hatványkitevő) is megjelennek, amelyekkel a következő fontos alapképletünk xμ = gμνxν. xμ a négyesvektor kontravariáns, xμ pedig a kovariáns komponenseit jelöli. A négyesvektort ezekkel a következő alakban is írhatjuk:
- xμ = (x0,x), xμ = (x0,-x), ahol x a térszerű hármasvektor része a négyesvektornak

A kétféle komponens között az x0 = x0, x1 = – x1 stb. összefüggések érvényesek. Ezek segítségével a metrikus tenzor elhagyásával xμxμ alakban írhatjuk a vektor hossznégyzetét. Az Einstein-féle szummázási konvenció szerint, ha azonos betűvel jelölt egy-egy kovariáns és kontravariáns indexet látunk, akkor arra összegezni kell, mintha a szummázás jele ki lenne téve. A szummázás és a metrikus tenzor elhagyásával a fizikai képletek rendkívül áttekinthetővé válnak. A metrikus tenzorral - aminek kovariáns és kontravariáns alakja ugyanaz - való szorzást indexlehúzásnak illetve indexfelhúzásnak is nevezzük. Egy indexpár szimultán fel- és lehúzása nem változtatja meg a szorzat értékét.

#### A négyeskoordináták szerinti parciális deriváltak, mint négyesvektorok
Tekintsünk egy tetszőleges Φ négyesskalárt, ami függ a négyeskoordinátáktól. Ennek a teljes deriváltját fejtsük ki a parciális deriváltak szerint:
{\displaystyle d\phi ={\frac {\partial \phi }{\partial x^{\mu }}}dx^{\mu }}
A bal oldalon egy négyesskalár található, ezért a jobb oldal is az. A kifejezés úgy néz ki, mint két négyesvektor skalárszorzata, amit a Lorentz-transzformáció invariánsul hagy. A négyesvektorok előbb látott hossznégyzete is egy ilyen a vektor önmagával vett skalárszorzata, ami egy kovariáns és kontravariáns vektorral a metrikus tenzor nélkül írható fel formálisan. Kifejezésünk alapján látszik, hogy a kontravariáns komponensek szerinti parciális deriváltak (négyesgradiens) egy kovariáns vektort alkotnak. Fordítva is igaz, a kovariáns komponensek szerinti parciális deriválás kontravariáns négyeskomponensekhez vezet. Szokásosak a még tömörebb alábbi kifejezések, amik szembetűnően mutatják a deriválással képzett mennyiségek kovariáns vagy kontravariáns voltát:
{\displaystyle \phi _{,\mu }=\partial _{\mu }\phi ={\frac {\partial \phi }{\partial x^{\mu }}}}
{\displaystyle \phi ^{,\mu }=\partial ^{\mu }\phi ={\frac {\partial \phi }{\partial x_{\mu }}}}

### Négyestenzorok
A háromdimenziós tenzorok mintájára teljesen analóg módon definiálhatjuk a Lorentz-tenzorokat vagy négyestenzorokat, ezen belül a Lorentz-skalárokat vagy négyesskalárokat és Lorentz-vektorokat vagy négyesvektorokat a Lorentz-transzformációval – hármasforgatások helyett – szembeni transzformációs tulajdonságaik alapján.
- négyesskalár például a fénysebesség, nyugalmi tömeg stb.
- négyesvektor például az energia és impulzus alkotta négyesimpulzus; az elektrosztatikus és vektorpotenciál alkotta négyespotenciál; stb.
- négyestenzor például az elektromos és mágneses térerősség alkotta elektromágneses térerősségtenzor; az energiasűrűség, energiaáram-sűrűség és feszültségtenzor alkotta energia-impulzus tenzor; stb.